# Nordatlantens Brygge

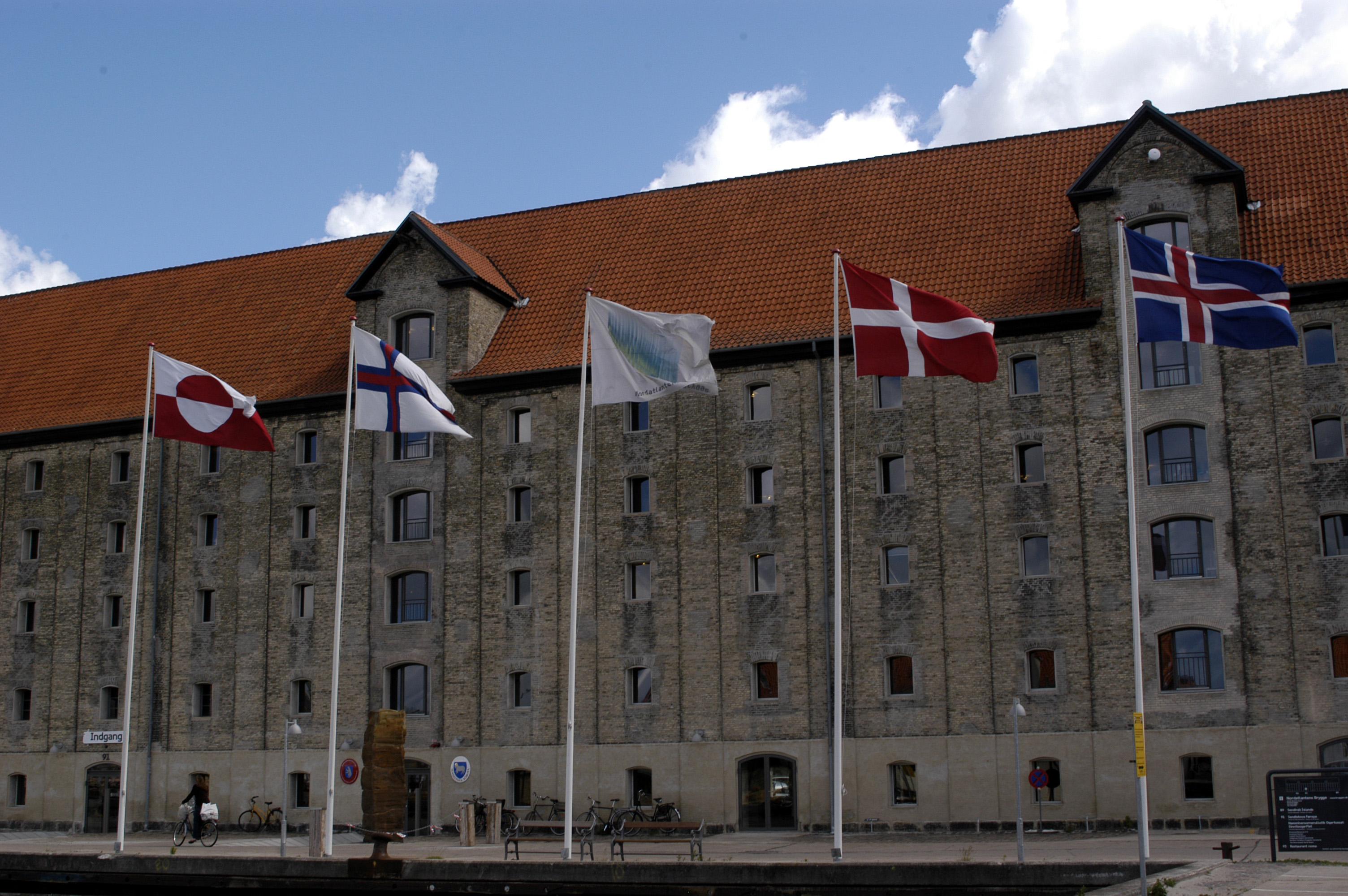
Zászlók a Nordatlantens Brygge előtt

A Nordatlantens Brygge észak-atlanti kulturális központ Koppenhága Christianshavn nevű városrészében. A kiállítások és rendezvények mellett itt található az izlandi követség, valamint Feröer és Grönland koppenhágai képviseletei is. Az intézményt 2003-ban hozták létre több éves előkészítés után, amelyben Grönland, Feröer, Izland és Dánia képviselői vettek részt.

## Épület
Az intézmény egy régi, védett raktárépületben kapott helyet a város központjában, a kikötő közelében, nem messze az új Koppenhágai Operaháztól és a Dán Építészeti Központtól és éppen szemközt a Nyhavnnal. A Grønlandske Handels Plads nevű tér a Feröer, Finnország, Izland és különösen Grönland felé irányuló kereskedelem fő színhelye volt két évszázadon keresztül. Itt rakodták át az európai piacra tartó szárított hal-, sózott hering-, bálnazsír- és bőrszállítmányokat. Az épület 1766-1767-ben épült. Ez az egyik legjobb állapotban megmaradt raktárépület, és a vízpart egyik legszebb épülete. Öt szintjén összesen 7000 m² hasznos alapterület található.

## Tevékenységek

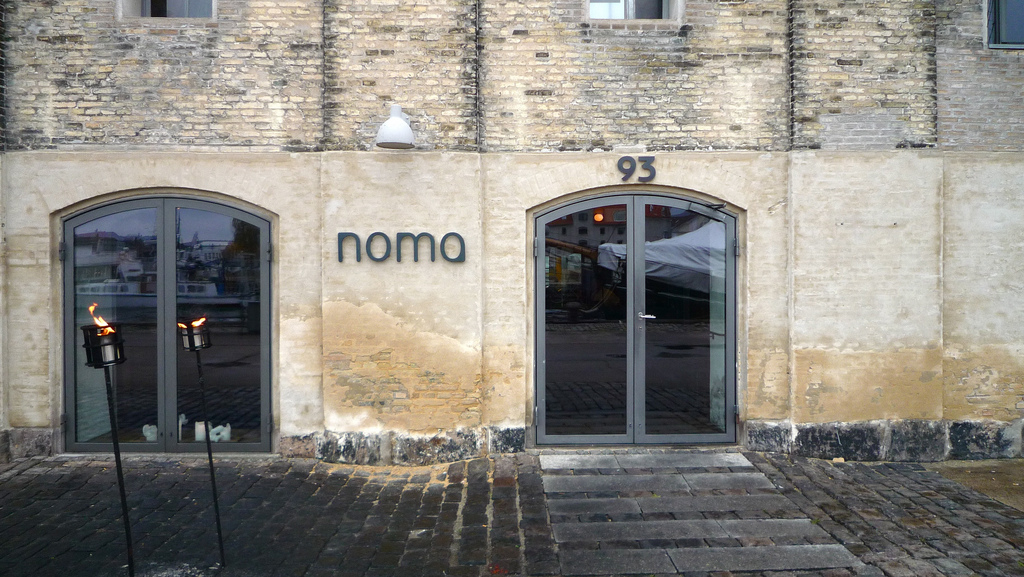
A Noma bejárata

A központ négy kiállítóterme kiállításoknak, előadásoknak, vitáknak, szemináriumoknak és konferenciáknak ad helyet egész évben. Egy kávézó is helyet kapott az épületben, valamint a vízpartra néző oldalon található a Noma étterem, amelynek észak-atlanti konyhája két Michelin-csillagot érdemelt ki. Itt található az izlandi nagykövetség, valamint Feröer és Grönland koppenhágai képviseletei is. A jövőben helyet kívánnak adni mindazoknak a cégeknek, intézményeknek, hatóságoknak és szervezeteknek, amelyek részt kívánnak venni az észak-atlanti párbeszéd elmélyítésében.